# 어 스타일 포 유
《어 스타일 포 유》(A Style for You)는 한국방송공사의 텔레비전 프로그램이다.

## 내용
K-POP 스타들이 알려주는 K-Style, 전세계 시청자들과 소통하는 쌍방향 글로벌 인터렉티브 스타일쇼.

## 방영 시간
| 방송 채널 | 방송 기간                         | 방송 시간                       |
| --------- | --------------------------------- | ------------------------------- |
| KBS 2TV   | 2015년 4월 5일                    | 일요일 밤 12시 5분 ~ 1시 5분    |
| KBS 2TV   | 2015년 4월 12일 ~ 2015년 4월 26일 | 일요일 밤 12시 ~ 1시            |
| KBS 2TV   | 2015년 5월 3일 ~ 2015년 6월 21일  | 일요일 밤 11시 55분 ~ 12시 55분 |

## 진행자
- 김희철
- 故 구하라
- 보라
- 하니

## 방영 목록

### 2015년
| 회차 | 방영일   | 주제                                    |
| ---- | -------- | --------------------------------------- |
| 1회  | 4월 5일  | 스타일리스트 없이 1주일 동안 살기       |
| 2회  | 4월 12일 | 자신의 단점을 보완하기                  |
| 3회  | 4월 19일 | 2015 트렌드 컬러를 찾아라               |
| 4회  | 4월 26일 | 나만의 스타일을 연출하라                |
| 5회  | 5월 3일  | 데님 스타일로 빙고 게임을 완성하라      |
| 6회  | 5월 10일 | 내 몸을 괴롭히는 트러블을 찾아 제거하라 |
| 7회  | 5월 17일 | 1970년대 트렌드 아이템을 찾아라         |
| 8회  | 5월 24일 | 고마운 사람에게 당신의 마음을 전하라    |
| 9회  | 5월 31일 | 당신이 꿈꾸는 웨딩 스타일을 완성하라    |
| 10회 | 6월 7일  | 바캉스 룩을 완성하라                    |
| 11회 | 6월 14일 | 캠핑을 하러 떠나라                      |
| 12회 | 6월 21일 | 나만의 플리마켓을 열어라                |

## 시청률
- AGB 닐슨 미디어리서치

| 회차 | 방송 일자       | 전국 시청률(증감치) |
| ---- | --------------- | ------------------- |
| 1회  | 2015년 4월 5일  | 2.6%                |
| 2회  | 2015년 4월 12일 | 1.5%(-1.1)          |
| 3회  | 2015년 4월 19일 | 2%(+0.5)            |
| 4회  | 2015년 4월 26일 | 1.8%(-0.2)          |
| 5회  | 2015년 5월 3일  | 1.7%(-0.1)          |
| 6회  | 2015년 5월 10일 | 1.9%(+0.2)          |
| 7회  | 2015년 5월 17일 | 1.3%(-0.6)          |
| 8회  | 2015년 5월 24일 | 2.2%(+0.7)          |
| 9회  | 2015년 5월 31일 | 1.8%(-0.4)          |
| 10회 | 2015년 6월 7일  | 1.4%(-0.4)          |
| 11회 | 2015년 6월 14일 | 1%(-0.4)            |
| 12회 | 2015년 6월 21일 | 1.7%(+0.7)          |